# Euptychia nayarit
Euptychia nayarit är en fjärilsart som beskrevs av Ralph L. Chermock 1947. Euptychia nayarit ingår i släktet Euptychia och familjen praktfjärilar. Inga underarter finns listade i Catalogue of Life.